# 勒法尔古
勒法尔古（法語：Le Falgoux，法語發音：[lə falɡu]）是法国康塔尔省的一个市镇，位于该省中部，属于莫里亚克区。

## 地理
勒法尔古（45°9'19"N, 2°37'21"E）面积30.59 平方千米，位于法国奥弗涅-罗讷-阿尔卑斯大区康塔爾省，该省份为法国中南部省份，位于法國中央高原中心，北起科雷兹省、上盧瓦爾省和多姆山省，西接洛特省和科雷兹省，南至阿韦龙省和洛特省，东临上盧瓦爾省和洛泽尔省。
与勒法尔古接壤的市镇（或旧市镇、城区）包括：谢拉德、勒克洛、科朗德尔、勒福、芒达耶-圣于连、圣博内德萨莱尔、圣保罗德萨莱尔、圣普罗热德萨莱尔、勒沃尔米耶。

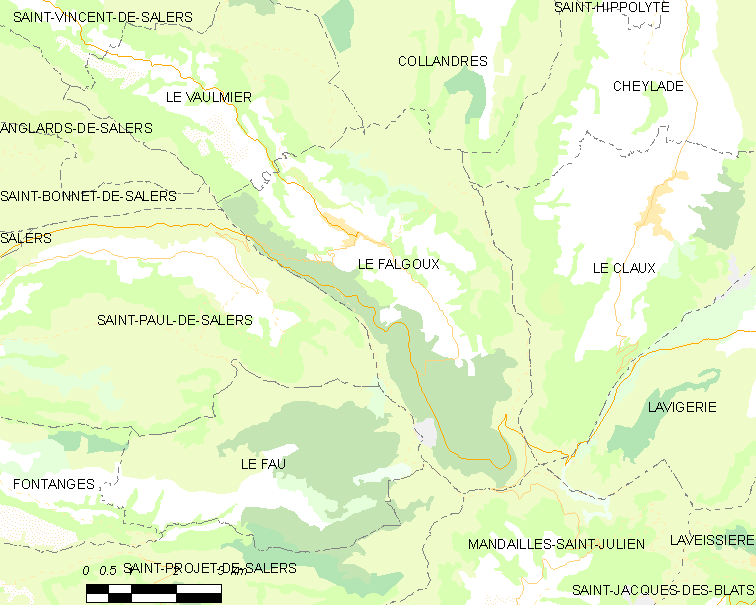
勒法尔古的OSM定位图

勒法尔古的时区为UTC+01:00、UTC+02:00（夏令时）。

## 行政
勒法尔古的邮政编码为15380，INSEE市镇编码为15066。

## 政治
勒法尔古所属的省级选区为里永埃斯蒙塔涅县。

## 人口

1962-2008年间勒法尔古人口变化图示

勒法尔古于2022年1月1日时的人口数量为116人。